# Challenge national de grand chistera
 (janvier 2019).
Si vous disposez d'ouvrages ou d'articles de référence ou si vous connaissez des sites web de qualité traitant du thème abordé ici, merci de compléter l'article en donnant les références utiles à sa vérifiabilité et en les liant à la section « Notes et références ».
Le challenge national de grand chistera est une compétition de pelote basque qui constitue le troisième échelon national de cette discipline. Elle est créée officiellement en 2017 par la Fédération française de pelote basque (FFPB) et se déroule annuellement sous la forme d'un championnat regroupant plusieurs clubs français. La compétition commence généralement en mai et se termine à la mi-août, à l'occasion de la grande semaine de pelote basque.  

## Palmarès par club
|   | Club                | Titres de champion | Titres de finaliste |
| - | ------------------- | ------------------ | ------------------- |
| 1 | Biarritz A.C        | 3                  | 4                   |
| 2 | Luzean              | 1                  | 2                   |
| 3 | Paris Euskal Pilota | 1                  | 0                   |
| 4 | S.A Mauléonais      | 1                  | 0                   |
| 5 | Section paloise     | 1                  | 0                   |
| 6 | Kostakoak de Bidart | 0                  | 1                   |

## Palmarès par édition
| Date       | Lieu     | Club Champion       | Joueurs                                                 | Club Finaliste      | Joueurs                                              | Score |
| ---------- | -------- | ------------------- | ------------------------------------------------------- | ------------------- | ---------------------------------------------------- | ----- |
| 14/08/2023 | Bayonne  | S.A Mauléonais      | Antton Tanco Romain Jouanteguy Thomas Bernatena         | Kostakoak de Bidart | Patxi Laduche Pablo Ibar Patrice Echeverry           | 40-30 |
| 15/08/2022 | Bayonne  | Section Paloise     | Vincent Eyheregaray Guillaume De Ferron Sébastien Itoiz | Biarritz A.C        | Jimmy Bustingorry Andoni Contim Bastien Bourrassé    | 40-38 |
| 17/08/2021 | Biarritz | Paris Euskal Pilota | Nicolas Kariotoglou Florent Curutchet Léni Bracchi      | Luzean              | Thomas Alvareda Baptiste Laborde Lucas Olazagazti    | 40-21 |
| 30/08/2020 | Biarritz | Luzean              | Kevin Laloo Guillaume Laloo Nicolas Urcelayeta          | Biarritz A.C        | Pierre Housset Guillaume De Ferron Bastien Bourrassé | 40-36 |
| 08/08/2019 | Biarritz | Biarritz A.C        | Peio Abeberry Guillaume De Ferron Bastien Bourrassé     | Luzean              | Kevin Laloo Nicolas Urcelayeta Thomas Alvareda       | 40-38 |
| 27/07/2018 | Bayonne  | Biarritz A.C        | Pierre Housset Xantxo Istèque Aïze Ithurralde           | Biarritz A.C        | Peio Abeberry Damien Bascou Bastien Bourrassé        | 40-27 |
| 28/07/2017 | Bayonne  | Biarritz A.C        | Bixente Gonzales Tom Berthon Aïze Ithurralde            | Biarritz A.C        | Jimmy Bustingorry Ximun Echeverria Olivier Pedrouzo  | 40-28 |